# Aszír tartomány

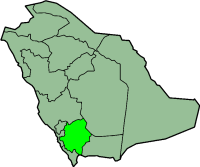
Aszír tartomány elhelyezkedése Szaúd-Arábián belül

Aszír tartomány (arabul منطقة عسير [Minṭaqat ʿAsīr]) Szaúd-Arábia tizenhárom tartományának egyike. Az ország déli részén fekszik. Északon Mekka tartomány, északkeleten Rijád tartomány, délkeleten Nadzsrán tartomány, délen Jemen, délnyugaton Dzsízán tartomány, nyugaton ismét Mekka tartomány, északnyugaton pedig el-Báha tartomány határolja. Székhelye Abha városa. Területe 76 693 km², népessége a 2004-es népszámlálási adatok szerint 1 688 368 fő. Kormányzója Fajszal bin Hálid bin Abd al-Azíz Ál Szuúd herceg.

## Fordítás
Ez a szócikk részben vagy egészben  a   Liste der Provinzen Saudi-Arabiens című német Wikipédia-szócikk ezen változatának fordításán alapul.  Az eredeti cikk szerkesztőit annak laptörténete sorolja fel. Ez a jelzés csupán a megfogalmazás eredetét és a szerzői jogokat jelzi, nem szolgál a cikkben szereplő információk forrásmegjelöléseként.